# Heart & Symphony
Heart & Symphony (también escrito Heart&Symphony) es el quinto álbum de estudio de la cantante japonesa Hitomi Shimatani, lanzado oficialmente al mercado el día 12 de diciembre del año 2005.

## Detalles
Por la original combinación de estilos J-Pop con la música clásica, este es considerado uno de sus mejores trabajos en calidad de canciones, siguiendo la misma línea que su álbum concepto "crossover". Las iniciales del álbum Heart & Symphony también tienen relación con el nombre de Hitomi.
A pesar de que las ventas del primer sencillo para el álbum "Garnet Moon", y sus procededores fueron en general positivas, las ventas claramente se vieron disminuidas conforme nuevos lanzamientos eran puestos en el mercado, que conllevaron a que el álbum no tuviera ventas similares a sus anteriores trabajos -más bajas-, pero igualmente consideradas aceptables. En general fue bien recibido, debutando en el puesto n.º 7 de las listas de Oricon en su primera semana, y llegando a vender 40 mil copias en total. El álbum fue lanzado dos formatos, uno edición limitada con un DVD incluido y una pista adicional en el disco de audio. El DVD incluye un documental/entrevista acerca de como fue creado el álbum, y también fue incluida la versión crossover, es decir re-arreglada con elementos del pop y la música clásica, del tema "Viola", sencillo originalmente del álbum anterior de Hitomi y que por razones de no alcanzar a masterizarse por completo no fue incluido en la compilación "crossover" lanzada meses atrás.
Entre los sencillos promocionales se encuentran "~Mermaid~", "Garnet Moon", "Falco" y el sencillo n.º 20 aniversario de Hitomi "Mahiru no Tsuki" (Luna de Mediodía). El primer tema del disco, "Sky High", fue escogido semanas antes del lanzamiento del álbum, como otra canción promocional para éste, aunque no fue lanzado como sencillo al mercado. El tema fue utilizado como canción principal de los comerciales para un producto llamado Intelligence, así como también cantado en programas de televisión los días previos al lanzamiento del álbum. Para dicha canción también estaba planeado la grabación de un video musical, que finalmente sólo quedó como un pequeño clip de poco más de un minuto, que apareció en los comerciales de Heart&Symphony, así como también fue incluido en la compilación de videos de Hitomi "VISUAL WORKS 2004～2006", que fue lanzada el mismo día que el siguiente sencillo "Haru Machibito/Camellia", donde cabe destacar que "Sky High" también fue incluida por motivos de promoción para el álbum, que no alcanzó las ventas que se esperaban.

## Canciones

### CD
1. Sky High
2. Falco (Falco -ファルコ-?)
3. Mahiru no Tsuki (真昼の月?)
4. Sarasouju (沙羅双樹?)
5. Salvia
6. Garnet Moon
7. Mona Lisa
8. kokoro
9. ~Mermaid~
10. Taiyou Shin (太陽神?)
11. voice
12. Frame (フレーム?)
Bonus Track
13. Viola (crossover version)

### DVD
1. Document Movie of H.S～Making of Heart&Symphony&More～

- Datos: Q5691842